# Friedrichshafen FF 35
Die Friedrichshafen FF 35 war ein deutsches Militärflugzeug des Ersten Weltkriegs und das erste von der Flugzeugbau Friedrichshafen GmbH konzipierte Torpedoflugzeug.

## Entwicklung und Einsatz
Der Auftrag zur Schaffung eines Torpedoflugzeugs wurde dem Flugzeugbau Friedrichshafen vom Reichsmarineamt am 24. März 1915 übermittelt. Die Übergabe des von Theodor Kober konstruierten Prototyps an das Seeflugzeug-Versuchskommando in Warnemünde zu Testzwecken konnte wegen der großen Betriebsauslastung aber erst am 2. Februar 1916 bewerkstelligt werden. Die Erprobung erstreckte sich über drei Monate und wurde am 24. Mai mit der Abnahme beendet. Allerdings wurde die mit der Marinenummer (MN) 300 registrierte FF 35 mit Wirkung vom 15. Mai nicht als Torpedoflugzeug, sondern als Bomber eingestuft und eine Verwendung im Ostseeraum als Bombenflugzeug mit MG-Bewaffnung (BMG) vorgesehen. Die Existenz einer zweiten FF 35 mit der Marinenummer 310 findet in der einschlägigen Literatur zwar Erwähnung, konnte bislang aber weder in Dokumenten noch auf Fotos nachgewiesen werden. Die MN 300 wurde hauptsächlich des Nachts für Bombenangriffe gegen russische Ziele im Baltikum wie Häfen, Seefliegerbasen und Küstenbatterien eingesetzt. Die Abwurfmunition bestand dabei beispielsweise aus 40 5-kg-Bomben zuzüglich zweier 50-kg-Bomben oder, wie bei einem Angriff im Rigaer Meerbusen auf das Linienschiff Slawa am 2. Juli praktiziert, aus 20 10-kg-Bomben. Die FF 35 erhielt bis zum September 1916 eine Funkentelegraphische Ausrüstung (FT) und rutschte dadurch in die Klasse BFTMG. Als im April 1917 für die deutschen Marineflugzeuge ein neues Bezeichnungssystem eingeführt wurde, fiel die FF 35 nun unter die Kategorie Großflugzeug für Bombeneinsätze mit beweglichem MG und Funkausrüstung (GBCFT). Zwar kam die MN 300 nie in ihrer ursprünglichen Aufgabe als Torpedobomber zum Einsatz, doch lieferte sie wertvolle Impulse für die Konstruktion des in Kleinstserie gefertigten Nachfolgers FF 41.

## Konstruktion
Die FF 35 war ein verspannter, vierstieliger Doppeldecker mit einem viereckigen Rumpf. Als Besonderheit und zum Schutz bei einer Landung in bewegter See war die Unterseite des aus Sperrholz gefertigten Hecks gekielt und die Höhenflosse sehr hoch und vor der Seitenflosse angesetzt. Alle Hauptbeschläge bestanden aus geschweißtem Stahl. Die beiden unverkleideten Motoren befanden sich zwischen den Tragflächen beidseitig des Rumpfs und trieben Luftschrauben in Druckkonfiguration an. Die beiden nicht durch Streben miteinander verbundenen Schwimmer besaßen zwei Stufen.

## Technische Daten
| Kenngröße             | Daten                                                 |
| --------------------- | ----------------------------------------------------- |
| Besatzung             | 3                                                     |
| Spannweite            | 23,74 m (oben) 21,02 m (unten)                        |
| Länge                 | 13,50 m                                               |
| Höhe                  | 4,50 m                                                |
| Flügelfläche          | 100,00 m²                                             |
| Leermasse             | 2292 kg                                               |
| Zuladung              | 1251 kg                                               |
| Startmasse            | 3543 kg                                               |
| Antrieb               | zwei flüssigkeitsgekühlte Sechszylinder-Reihenmotoren |
| Typ                   | Mercedes D III                                        |
| Nennleistung          | 160 PS (118 kW) bei 1420/min                          |
| Höchstgeschwindigkeit | 114 km/h in Bodennähe                                 |
| Reichweite            | 770 km                                                |
| Bewaffnung            | 1–2 bewegliche Parabellum MG 14, 7,92 mm              |
| Abwurfmunition        | ein Torpedo, 726 kg                                   |